# Bijela (Pakra)
Bijela je rijeka u Hrvatskoj, desni pritok rijeke Pakre. Na području livada između Janja Lipe i Poljane ulijeva se u Pakru.

## Povijest
Prema nekim izvorima rijeka Bijela se u srednjem vijeku nazivala Pakra ili Pakar, a današna rijeka Pakra nazivala se Pakrac. Nakon dolaska na ove prostore Turci su preimenovali rijeku Pakrac u današnju Pakru, a rijeku Pakru u današnju Bijelu